# Upplands runinskrifter 281
Runinskrift U 281 är en runsten i Smedby, Hammarby socken och Upplands Väsby kommun i södra Uppland. Den står utmed fornslingan som utgår från "Gunnes gård" , en rekonstruerad bosättning från vikingatiden.
Stenen är av stilen att döma ristad av Visäte. Runristaren Fot är ytterligare en hypotes. Ornamentiken som går i Urnesstil består av en ormslinga som bär upp runtexten och inramar ett kristet kors. Den från runor översatta inskriften följer nedan:

## Inskriften
Translitterering av runraden:
× [ui](b)iarn × auk × huskarl × litu [r]...[a ×] (s)tain × iftiR × siba × faþu(r) × (s)[i]n ×
Normalisering till runsvenska:
Vibiorn ok Huskarl letu r[æis]a stæin æftiR Sibba, faður sinn.
Översättning till nusvenska:
Vibjörn och Huskarl läto resa stenen efter Sibbe, sin fader
Vibjörn är troligen densamme som låtit rista U 280 till minne av Gunnes dotter, sin hustru. Runblocket U 280 står endast femton meter väster om runstenen.